# 吴氏旧居 (肥东县)
吴氏旧居，是位于中国安徽省合肥市肥东县长临河镇的一个清代古建筑，2019年被安徽省人民政府公布为第八批安徽省文物保护单位。
吴氏旧居是中国测绘学家吴忠性的旧居所，建筑为皖中古民居风格，面积177平方米，坐南朝北，前后三进，四间半正屋面临街道，后带有两间厢房，厢房之间为天井和小院。2000年长临河镇政府将其恢复原貌，2008年入选肥东县文物保护单位，2013年入选合肥市文物保护单位。
吴忠性的儿子是全国人民代表大会常务委员会前委员长吴邦国。